# Вільгельм Шенінг
Георг Вільгельм Шенінг (нім. Georg Wilhelm Schöning; 8 червня 1908, Гумбіннен — 2 листопада 1987, Бохум) — німецький офіцер, оберстлейтенант резерву вермахту. Кавалер Лицарського хреста Залізного хреста з дубовим листям.

## Біографія
Отримав підготовку офіцера резерву. 26 серпня 1939 року призваний в армію і зарахований в 23-й піхотний полк. З листопада 1939 року — командир 10-ї роти 244-го піхотного полку. Учасник Французької кампанії. З літа 1940 року — командир 10-ї роти 120-го мотопіхотного полку 60-ї мотопіхотної дивізії. Учасник Балканської кампанії та Німецько-радянської війни. З травня 1942 року — ордонанс-офіцер штабу свого полку, з 1 червня 1942 року — командир 2-го батальйону. 16 жовтня 1942 року тяжко поранений у районі Сталінграда і евакуйований в тил. В січні 1943 року дивізія була знищена в Сталінграді, а потім відновлена на Заході і Шенінг був призначений командиром 1-го батальйону свого полку. В червні 1943 року дивізія Шегігша перетворена на моторизовану дивізію «Фельдгеррнгалле», а полк Шеннінга — на 27-й фузілерний. З 8 лютого 1944 року — командир фузілерного полку «Фельдгеррнгалле», з 26 липня 1944 року — 110-ї танкової бригади, з якою воював в Угорщині. З вересня 1944 року — командир 66-го моторизованого полку 13-ї танкової дивізії. Відзначився у боях під Будапештом. 14 лютого 1945 року тяжко поранений і до кінця війни залишався в лазареті, де був захоплений радянськими військами. В жовтні 1945 року звільнений.

## Нагороди
- Медаль «У пам'ять 22 березня 1939 року»
- Залізний хрест
  - 2-го класу (11 липня 1940)
  - 1-го класу (12 серпня 1941)
- Штурмовий піхотний знак в сріблі
- Німецький хрест в золоті (14 лютого 1942)
- Медаль «За зимову кампанію на Сході 1941/42»
- Кримський щит
- Почесна застібка на орденську стрічку для Сухопутних військ (16 жовтня 1942)
- Орден Михая Хороброго 3-го класу (Румунське королівство)
- Нагрудний знак «За поранення» в сріблі
- Нагрудний знак ближнього бою в бронзі
- Лицарський хрест Залізного хреста з дубовим листям
  - лицарський хрест (7 лютого 1944)
  - дубове листя (№707; 21 січня 1945)